# Marija Irena Palaiologina
Marija Irena Palaiologina (Μαρία Ειρήνη Παλαιολογίνα) bila je bizantska carevna i bugarska carica iz moćne dinastije Paleolog. Znana je i kao Irina. Rođena je 1327.
Njezini su roditelji bili car Andronik III. Paleolog i njegova druga supruga Ana Savojska, a brat joj je bio car Ivan V. Paleolog.
Udala se 1336. god. za bugarskog cara Mihaela Asena IV. Njihovi sinovi, imena grčkog podrijetla, bili su prinčevi Aleksije i Andrija.
Aleksije je bio otac Irene i Izaka, a Andrija je imao Manuela.